# Лісков Валерій Миколайович
Валерій Миколайович Лісков (нар. 24 вересня 1958) — український радянський легкоатлет, який спеціалізувався у бігу на середні дистанції, рекордсмен України з естафетного бігу 4×800 метрів. Майстер спорту СРСР.
За підсумками сезону-1975 з результатом 1.49,7 очолив список найкращих юнаків СРСР з бігу на 800 метрів.
У 1977 був третім у бігу на 800 метрів на ІІ Всесоюзних спортивних іграх молоді (1.49,11), які проходили у Києві. Це дозволило йому потрапити до складу збірної СРСР, яка готувалась до виступу на чемпіонаті Європи серед юніорів у Донецьку. На європейській першості припинив змагання на півфінальній стадії (5 місце на 800-метрівці — 1.50,5).
25 липня 1979 у складі збірної УРСР разом з Сергієм Шаповаловим, Віталієм Тищенком та Анатолієм Решетняком здобув «бронзу» в естафетному бігу 4×800 метрів на літній Спартакіаді народів СРСР, в межах якої визначались також призери чемпіонату СРСР. Час, показаний українським естафетним квартетом (7.13,1), став новим рекордом УРСР.

## Особисті найкращі результати сезонів
| 1975                  | 1976    | 1977    | 1978 | 1979    | 1980    |
| --------------------- | ------- | ------- | ---- | ------- | ------- |
| в приміщенні          |         |         |      |         |         |
|                       |         |         |      |         | 1.48,6h |
| на відкритому повітрі |         |         |      |         |         |
| 1.49,7h               | 1.48,81 | 1.48,8h |      | 1.47,5h |         |